# Seraf (flod)
Seraf är en biflod till Nilen.
Seraf rinner upp väster om Atbara, nära Etiopiens gräns, men för vatten endast vissa tider. 